# Perzyce
Perzyce (prononciation : [pɛˈʐɨt͡sɛ]) est un village polonais de la gmina de Zduny dans le powiat de Krotoszyn de la voïvodie de Grande-Pologne dans le centre-ouest de la Pologne.
Il se situe à environ 4 kilomètres au nord-est de Zduny (siège de la gmina), à 3 kilomètres au sud-ouest de Krotoszyn (siège du powiat) et à 89 kilomètres au sud-est de Poznań (capitale régionale).

## Histoire
De 1815 à 1919, Pirschütz fait partie de l'arrondissement de Krotoschin dans la province de Posnanie.
De 1975 à 1998, le village faisait partie du territoire de la voïvodie de Kalisz.

Depuis 1999, Perzyce est situé dans la voïvodie de Grande-Pologne.